# Wladimir Wladimirowitsch Beloussow
Wladimir Wladimirowitsch Beloussow (russisch Владимир Владимирович Белоусов; * 17. Oktoberjul. / 30. Oktober 1907greg. in Moskau; † 25. Dezember 1990 ebenda) war ein sowjetischer Geologe. Er arbeitete hauptsächlich auf den Gebieten der Geotektonik und Geodynamik. Bekannt wurde er vor allem als konsequenter Vertreter des Fixismus in den Geowissenschaften und Gegner der Plattentektonik.
Beloussows erste Veröffentlichungen stammen aus den 1930er-Jahren. 1943 wurde er Professor an der Moskauer Hochschule für Geologische Erkundung, ein Jahr später Leiter der Abteilung für Geodynamik des Institutes für Geophysik der Sowjetischen Akademie der Wissenschaften. 1953 wurde Wladimir Beloussow zum Professor an der Moskauer Lomonossow-Universität ernannt sowie 1953 zum korrespondierenden Mitglied der Sowjetischen Akademie der Wissenschaften gewählt.
In den 1960er Jahren unternahm er zur Untermauerung seiner tektonischen Theorie Expeditionen in den ostafrikanischen Grabenbruch.
Durch seine wissenschaftliche Arbeit und Lehrtätigkeit sowie durch seine Publikationen beeinflusste Beloussow eine ganze Generation sowjetischer Geowissenschaftler.
Er war auswärtiges Mitglied der Geological Society of London.

## Ausgewählte Werke
- Allgemeine Geotektonik, (russ.) 1948
- Grundfragen der Geotektonik, (russ.) 1954, (engl.) 1962 (Basic Problems in Geotectonics, McGraw Hill)
- Geotektonik, (russ.) 1976, (engl. Geotectonics, Springer Verlag 1980)
- Continental endogenous regimes, Moskau, Mir 1981 (englische Übersetzung)
- Endogenic regimes and the evolution of the tectonosphere, in S. Chatterjee, N. Hotton (Herausgeber) New Concepts in Global Tectonics,  Lubbock, Texas Tech University Press 1992
- mit E. M. Ruditch Island arcs in the development of the earth's structure (especially in the region of Japan and the Sea of Okhotsk), Journal of Geology, Band 69, 1961, S. 647–658
- Certain trends in present-day geosciences, in A. Barto-Kyriakidis (Herausgeber) Critical Aspects of the Plate Tectonics Theory, Athen,  Theophrastus Publications, 1990, Band 1, S. 3–15